# Archanara permagna
Archanara permagna är en fjärilsart som beskrevs av Augustus Radcliffe Grote 1883. Archanara permagna ingår i släktet Archanara och familjen nattflyn. Inga underarter finns listade i Catalogue of Life.